# Marcos Antônio de Sousa
Marcos Antônio de Sousa (Salvador, 10 de fevereiro de 1771 - São Luís do Maranhão, 29 de novembro de 1842) foi um prelado português da Igreja Católica e político brasileiro, bispo de São Luís do Maranhão e deputado nas Cortes Constituintes de 1820 e da 1ª Legislatura brasileira. Foi o primeiro bispo do Brasil Independente, nomeado pelo imperador Dom Pedro I.

## Biografia
Era filho do bacharel Francisco Manuel de Sousa Costa e Anna Joaquina de Sousa. Foi ordenado padre quando tinha 23 anos de idade. Era fluente em latim, além de ter conhecimentos na língua grega, em retórica e filosofia. Foi instituído vigário colado na freguesia de Nossa Senhora da Vitória, na capitania da Bahia, exercendo também o cargo de examinador sinodal e secretário do governo provincial. Foi vigário da freguesia do Siriri, na capitania do Sergipe, e em 1808 escreveu o livro "Memória sobre a Capitânia de Serzipe: sua formação, população, produtos e melhoramentos de que é capaz", que teve sua publicação inicial em Aracaju, na Tipographia do Jornal do Commercio, em 1878.
Acabou sendo eleito para Cortes Constituintes de 1820 pela Bahia, representando o Reino do Brasil. Lá, fez uma defesa vigorosa dos interesses da Igreja e do Estado, pela defesa da liberdade da imprensa religiosa, além do sustento do foro eclesiástico. Em que pese sua assinatura final na Constituição Portuguesa, consignou suas posições em favor do Brasil e retornou ao país, tão logo ocorreu a Independência. Dessa forma, produziu um relatório dos acontecimentos nas Cortes para Dom Pedro I, em 1824. Mais uma vez foi eleito deputado pela Bahia, agora da 1ª Legislatura do Império do Brasil, em 1826. Foi agraciado com a Imperial Ordem de Cristo e com a Imperial Ordem da Rosa.
Tão logo foi reconhecida pela Santa Sé a independência do Brasil, Dom Pedro I o nomeou como bispo de São Luís do Maranhão em 12 de outubro de 1826, no mesmo decreto em que nomeou Dom Romualdo Antônio de Seixas como arcebispo de São Salvador da Bahia. Foi confirmado pelo Papa Leão XII em 25 de junho de 1827 e consagrado em 28 de outubro do mesmo ano, na Sé do Rio de Janeiro, por Dom José Caetano da Silva Coutinho, bispo de São Sebastião do Rio de Janeiro, assistido pelo frei João da Purificação Marques Perdigão, O.S.A. e por Antônio José da Cunha Vasconcelos.
Permaneceu na Corte enquanto durou seu mandato parlamentar, onde foi um opositor a Diogo Antônio Feijó, em especial na questão do celibato. Tomou posse da diocese em 19 de março de 1828, por procuração ao cônego José Constantino Gomes de Castro. Foi o responsável pelas exéquias do Papa Leão XII na Corte, na presença do Imperador. Conseguiu junto ao Imperador, em 1829, o pagamento de suas côngruas de bispo que estavam atrasadas e o aumento das côngruas para os cônegos e dignidades da catedral maranhense, e para os demais párocos e coadjutores do bispado.
Chegou na Sé em 11 de março de 1830. Durante sua prelazia, criou o Seminário de Santo Antônio, em 1838. Foi eleito sucessivamente como deputado provincial do Maranhão. Era conhecido por sair para distribuir pães aos mais necessitados, pelas suas visitas pastorais a diversas paróquias, por ter determinado a fixação de residência dos padres em suas jurisdições e pela defesa das ordens religiosas, como fazia quando era deputado.
Faleceu em São Luís, em 29 de novembro de 1842. Foi sepultado na Catedral de São Luís do Maranhão.

## Obras
- Souza, Marcos Antônio (1878). Memória sobre a Capitânia de Serzipe: sua formação, população, produtos e melhoramentos de que é capaz. Aracaju: Tipographia do Jornal do Commercio